# Peder Soerensen
Peder Soerensen (1542-1602) fue un médico danés, y uno de los más significativos seguidores de Paracelso.
Entre sus trabajos destaca Idea medicinae philosophicae (Ideal de la Medicina Filosófica), publicado en 1571, en el que defiende la superioridad de las ideas de Paracelso respecto a las de Galeno. Eruditos como Jole Shackelford o Hiro Hirai (Le concept de semences dans les théories de la matière à la Renaissance, 2005) defienden que Soerensen fue un importante predecesor de Jan Baptista van Helmont y Pierre Gassendi.